# مسجد النور تونغكانغ
مسجد النور تونغكانغ (بالصينية: 東港清真寺); (بينيين:Dōnggǎng Qīngzhēnsì) هو مسجد في مدينة دونغقانغ التابعة لمقاطعة بينغتونغ في تايوان. وهو المسجد الثامن والأخير الذي بني في تايوان. وهو أيضا أول مسجد في مقاطعة بينغتونغ.

## التاريخ
كانت بدايات المسجد في داخل منزل مستأجر في 34-1 شارع فنغيو (豐 漁 街) في بلدة دونغقانغ، حيث يكون معظم المصلين من الصيادين الإندونيسيين من المنطقة. بعد أن تم جمع ما يكفي من الأموال على مدى عشر سنوات، كان لدى المصلين فكرة شراء المنزل المستأجر وتحويله إلى مسجد. بسبب إحجام صاحب المنزل عن بيعه، كان على المصلين البحث عن منزل مختلف. عثروا أخيرًا على منزل قريب من أول منزل في شارع سنغيو (بالصينية: 興 漁 街)، والذي لا يزال موجودًا داخل نفس البلدة، واشتروه بمبلغ 5.4 مليون دولار تايواني. ثم تم تجديده بتكلفة مليون دولار تايواني بإضافة منطقة وضوء وبعض أنظمة تكييف الهواء. تم تحويله في النهاية إلى المسجد. تم افتتاح المسجد رسميًا في 18 فبراير 2018.
في 9 ديسمبر 2018، كرم وزير الداخلية هسو كو يونغ مؤسس المسجد وأشاد به بالتزامن مع اليوم الدولي للمهاجرين لجهوده في جمع التبرعات لإقامة مكان العبادة.

## الهندسة المعمارية

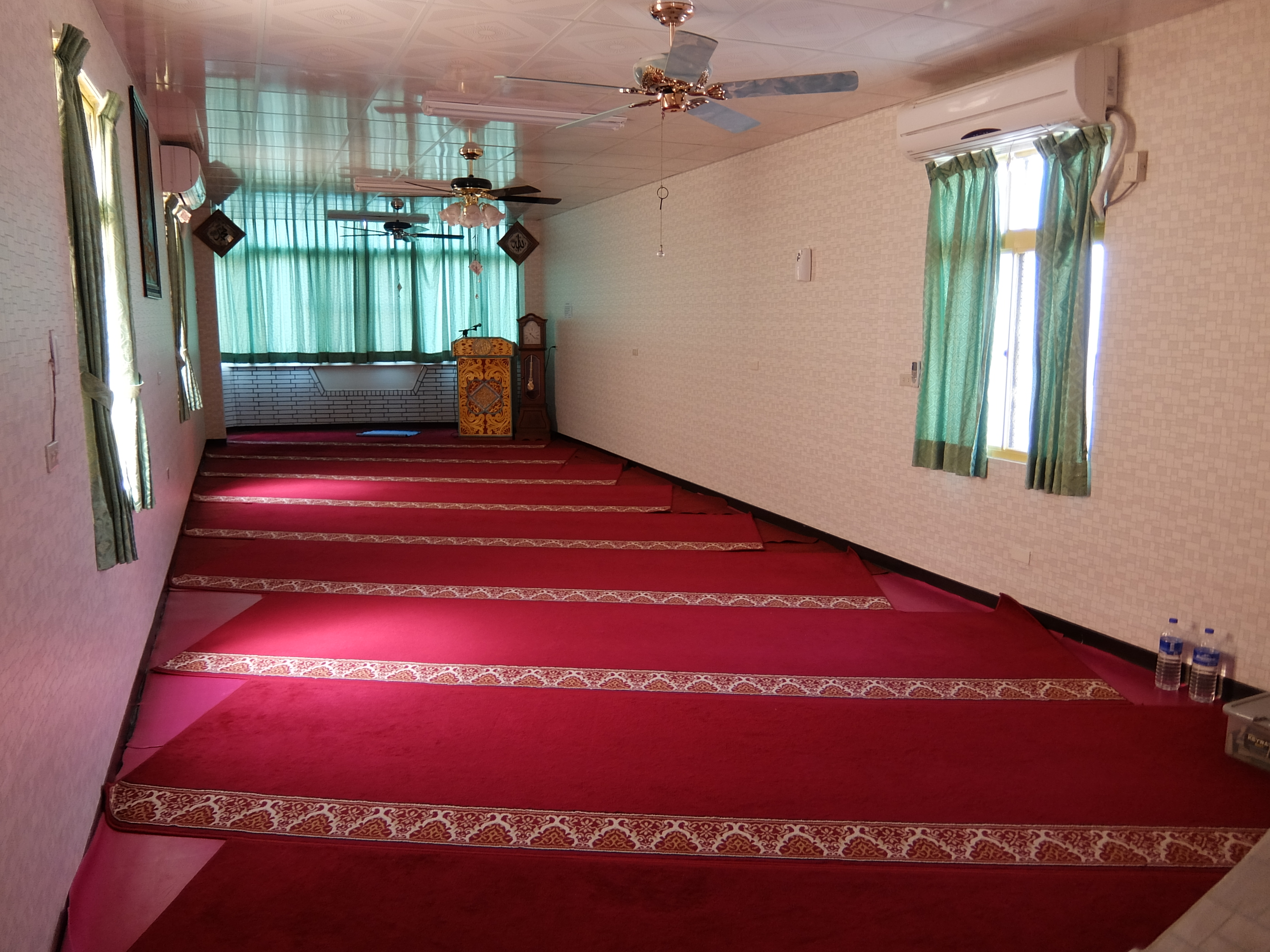
قاعة صلاة (المصلى) مسجد النور تونغكانغ

يقع المسجد في الطابق الثالث من مبنى من 3 طوابق يتسع لـ 120 مصلي.

## مرافق المسجد
المسجد مجهز أيضا بمنطقة قراءة القرآن ومدرسة.